# Assioco (fratello di Clinia)
Assioco, figlio di Alcibiade II (in greco antico: Ἀξίοχος?, Axíochos; V secolo a.C. – V secolo a.C.), è stato un politico ateniese appartenente alla famiglia degli Alcmeonidi, zio del famoso generale Alcibiade (II), che accompagnò nel corso dei suoi viaggi.
La sua associazione ad Alcibiade ha fatto sì che il suo nome comparisse in varie opere attribuite a Platone e Lisia.

## Biografia
Figlio del nonno di Alcibiade, fratello di Clinia e forse nipote di Aspasia, la sua genealogia lo pone fra i membri dell'elitaria e controversa famiglia ateniese degli Alcmeonidi. Sia le fonti storiche che l'orazione funebre apocrifa di Lisia, lo indicano strettamente correlato ad Alcibiade. Egli aveva anche un figlio, Clinia (III).
Secondo Andocide e quanto attestato dalle fonti archeologiche, Assioco venne incriminato nel 415 a.C., assieme ad Alcibiade, nell'ambito dello scandalo delle erme, e per questo dovette fuggire da Atene, perdendo così le sue proprietà e ricchezze.  Come Alcibiade, ritornò ad Atene fra il 411 e il 407 a.C. Difese invano gli strateghi incriminati nel processo delle Arginuse (406 a.C.); questa è l'ultima volta in cui le fonti antiche lo citano.
Diversi contemporanei citano Assioco nelle loro opere, stigmatizzando il suo carattere eccessivo e scandaloso. I dialoghi di Eschine Socratico narrano delle criticabili gozzoviglie sue e di Alcibiade, mentre un'orazione attribuita a Lisia (il cui contenuto si presume dagli studiosi essere fittizio) descrive un caso di incestuosa dissolutezza con Alcibiade attraverso il loro co-matrimonio con Medonte di Abido e della figlia che ne scaturì. Il dialogo platonico che porta il suo nome raffigura la sua perdita di fiducia in sé stesso, mentre era sul letto di morte. L'Eutidemo di Platone presenta il figlio di Assioco, Clinia, come uno studente in erba di Socrate coinvolto in una dialettica contro i sofisti Eutidemo e Dionisodoro.